# Christian Robert-Tissot
Pour les articles homonymes, voir Tissot.
Christian Robert-Tissot, né le 27 février 1960 à Genève, est un artiste plasticien suisse. Depuis 2012, il enseigne à la HEAD de Genève.

## Expositions personnelles (sélection)
- 2014 : Galerie Bernard Ceysson, No Prior Experience Necessery, Genève
- 2010 : Galerie Evergreene, Back to Zero, Genève
- 2006 : Lycée Jacques-Prévert, Pont-Audemer, France
- 2005 : Le Confort Moderne, Poitiers
- 2004 : Galerie Une, avec Hadrien Dussoix, Auvernier
- 2003 : Accept Nothing less, Site Odéon 5, Paris
- 2003 : Last Drop, Galerie Martin Krebs, Berne
- 2003 : Sans issue, Pablo Rossetti, Neuchâtel

## Expositions collectives (sélection)
- 2003 : Travailler fatigue, Frac Occitanie Montpellier, Montpellier
- 2005 : Francis Baudevin, Christian Floquet, Christian Robert-Tissot, Centre d'art Neuchâtel (CAN), Neuchâtel
- 2006 : Collection du Frac Bourgogne au château de Tremblay
- 2006 : J’aime beaucoup ce que vous faites..., Le Hall, École nationale des beaux-arts de Lyon
- 2006 : Read Me, Galerie Martin Krebs, Berne
- 2006 : Martin Creed/Vincent Lamouroux/Christian Robert-Tissot, Le Spot, Le Havre
- 2006 : Chauffe Marcel !, Frac Occitanie Montpellier, Montpellier
- 2008 : Tourist, Fondation d'Entreprise Ricard, Paris
- 2009 : Voyage sentimental, Frac Occitanie Montpellier, Montpellier

## Prix
- 2006 : Prix de la Fondation Irène Reymond
- 2005 : Bourse pour artiste confirmé, Ville de Genève
- 1995 : Prix Manor
- 1995-1994 : Bourse fédérale d'art
- 1995-1994 : Bourse Kiefer-Hablitzel

## Liens
- Site personnel de Christian Robert-Tissot
- Christian Robert-Tissot au Mamco

## Voir également
Autres plasticiens utilisant les MOTS :
- Lawrence Weiner

- Joseph Kosuth

- Ben

- Remy Zaugg

- Joel Ducorroy
- Gérard Collin-Thiébaut